# Far Cry 6
Far Cry 6 — гра в жанрі шутеру від першої особи, що розроблена Ubisoft Toronto і була видана Ubisoft. Шоста частина серії ігор Far Cry, вихід якої відбувся 7 жовтня 2021 року на Microsoft Windows, PlayStation 4, PlayStation 5, Xbox One, Xbox Series X/S та Stadia.
Дія гри відбувається на вигаданому тропічному карибському острові Яра, на якому панує диктатура «Ель Презіденте» Антона Кастільо (Джанкарло Еспозіто), який виховує свого сина Дієго (Ентоні Гонзалез) як свого наступника. Гравець бере на себе роль партизанського бійця Дані Рохаса, який намагається повалити Кастільо та його режим..

## Ігровий процес
Far Cry 6 — це пригодницький бойовик у жанрі шутеру від першої особи. Геймплей залишився незмінним з попередніх ігор серії, при цьому гравці використовують саморобну зброю, транспортні засоби, наймають соратників і нову систему «Fangs for Hire» для повалення тиранічного режиму.

## Місце дії
Події Far Cry 6 розгортаються на вигаданому карибському острові Яра, натхненному Кубою та описується як «найбільша карта Far Cry на сьогодні» та «тропічний рай, заморожений у часі». Ним керує «Ель Презіденте» Антон Кастільо (Джанкарло Еспозіто), фашистський диктатор з повним контролем над островом. Кастільо переконує свого сина Дієго (Ентоні Гонзалес), який не впевнений у власному майбутньому, йти його слідами. Еспозіто описав свого персонажа як лідера, «який намагається дати можливість людям зрозуміти, що їм зараз потрібне міцне лідерство», але він застряг на середині революції. Далі Еспозіто додав: «Його батько був диктатором перед ним, і він хоче надати можливість людям повернути собі свою країну. Його мета — використати ресурси, які вони мають у країні, щоб вижити, не дозволяючи іноземцям зайти і кооптувати їхніх вчених, їхню інтелектуальна власність, усі ці речі». Еспозіто продовжив, що Антон «намагається дати своєму сину можливість одягнути його мантію і реально прийняти ідеї, які дозволять йому побачити, що незабаром він, можливо, стане наступним лідером у цій країні».
Гравець бере роль місцевого жителя Дані Рохаса, партизанського солдата, який бореться за свободу і намагається повернути своїй країні колишню славу; на початку гри гравець може вибрати стать Дані.

## Розробка
На момент анонсу Far Cry 6 в липні 2020 року розробка гри тривала протягом чотирьох років, нею займалася студія Ubisoft Toronto. Навід Хаварі сказав, що, почавши досліджувати революції минулого, вони прийшли до ідеї сучасної партизанської революції, такої як, наприклад, Кубинська революція, яка дала їм численні ідеї про те, як примусити гравця боротися проти репресивного уряду. Це також повернуло необхідність дати голос персонажу-гравцеві Дані Рохасу порівняно з останніми іграми Far Cry, в яких головний герой мовчав. Хаварі заявив, що «нам важливо забезпечити особистий внесок головного героя в цю революцію». Використання Куби в якості натхнення також сприяло поверненню до тропічної обстановки, що було характерно для попередніх ігор Far Cry, а також, змішуючи старі машини зі сучасною зброєю, надання обстановці «непідвладний часові» вигляд через економічні блокади, які були накладені на острів. Для допомоги в розробці сеттингу, Хаварі провів місяць на Кубі й розмовляв там з місцевими мешканцями.
Новина про нову гру Far Cry пролунала на початку липня 2020 року, коли актор Джанкарло Еспозіто згадав, що нещодавно брав участь у «величезній відеогрі», включаючи роботу з озвучкою та захоплення руху. Невдовзі після цього з'явилися чутки про існування Far Cry 6, у тому числі кадри зі зображенням персонажа, схожого на Еспозіто. За дві доби до анонсу в мережі з'явилися перші подробиці про сюжет і героїв гри, а за добу до анонсу в інтернеті виклали трейлер Far Cry 6. Ubisoft підтвердив існування гри за кілька днів до повного анонсу через соцмережі та повністю анонсував гру 12 липня 2020 року під час онлайн-події Ubisoft Forward.
Крім того, Ентоні Гонзалес озвучує і надає модель персонажа та захоплення руху для Дієго. Еспосіто та Гонзалес зробили захоплення руху та озвучку для трейлера гри перед тим, як зняти який-небудь матеріал для розповіді про гру, оскільки це дало розробникам час на створення моделів персонажів для самої гри. Еспозіто цікавився аспектами ролі для захоплення руху, бо він робив декілька зйомок для скасованого фільму «Мишинна гвардія» і був зацікавлений у тому, щоб зробити більше, а також інтересом до типу персонажа, який Ubisoft зробив для нього. Хаварі сказав, що вони надали Еспозіто довідковий матеріал, щоб допомогти підготуватися до запису для гри, і після цих сесій він виявив, що Еспозіто «провів стільки досліджень вже на основі матеріалів, які ми йому надіслали. Він виражає дивовижне співчуття своєму персонажу, і він приніс Антону ті самі співчуття, на які я не очікував».
Музику до гри склав Педро Бромфман.

## Реліз
Гра спочатку була запланована до виходу на 18 лютого 2021 року на Microsoft Windows, PlayStation 4, PlayStation 5, Xbox One, Xbox Series X/S та Stadia.. 29 жовтня 2020 року Ubisoft повідомив, що реліз буде відкладено через наслідки пандемії COVID-19, що триває. Microsoft Store опубликував нову дату — 26 травня 2021 року. Розробники вказали, що гру варто чекати в наступному фінансовому році (квітень 2021 — березень 2022). Під час щоквартального звіту про доходи Ubisoft в лютому 2021 року компанія оголосила, що гра буде випущена до 30 вересня 2021 року. 4 квітня 2021 року директор з ігрового дизайну Тед Тіммінс закликав гравців зачекати, і команда готується показати захоплюючий контент. В рамках подальших демонстрацій ігрового процесу 28 травня 2021 року Ubisoft також оголосила заплановану дату випуску Far Cry 6 — 7 жовтня 2021 року. Гра буде мати стандартну, золоту та абсолютну версії. До останніх двох входять сезонний пропуск та три завантажувальні доповнення.